# Hyperdimension Neptunia Mk2
Hyperdimension Neptunia mk2, in Giappone Chōjigen Game Neptune mk2 (超次元ゲイム ネプテューヌmk2?), è un videogioco di ruolo pubblicato per PlayStation 3 e sequel di Hyperdimension Neptunia. È stato pubblicato il 18 agosto 2011 in Giappone, e nel febbraio 2012 in America Settentrionale ed Europa.
Il gioco è stato co-prodotto dalla Idea Factory insieme alla Compile Heart, con l'assistenza della Nippon Ichi Software, della Gust, della 5pb., e della Comcept di Keiji Inafune. Il gioco è stato pubblicato in una edizione regolare, ed una speciale contenente oltre al videogioco anche una action figure di Purple Heart, una di Purple Sister, un CD contenente la colonna sonora ed un art book.
Questo sequel contiene numerosi personaggi nuovi, oltre che alcuni presenti già nel precedente gioco, mentre il gameplay è stato modificato e la grafica delle scene di intermezzo è passata dalla 2D alla 3D. La storia ruota intorno al personaggio delle sorelle di Neptune, Noire e Blanc che devono salvare le Dee, dopo che queste sono state sconfitte e catturate dal malvagio Arfoire.